# Mahmoud Dicko
Mahmoud Dicko, né vers 1954, est un imam malien originaire de la région de Tombouctou qui a présidé le Haut Conseil islamique malien (HCIM) de janvier 2008 à avril 2019.
Leader politico-religieux, considéré en 2020 comme l'une des personnalités les plus influentes du pays, il a servi de médiateur entre le gouvernement malien et des groupes djihadistes dans le nord du pays. Après avoir soutenu le président Ibrahim Boubacar Keïta lors des élections de 2013, il est passé dans l'opposition en 2017.
Le 7 septembre 2019, un mouvement politique a été lancé en son nom, la Coordination des Mouvements, Associations et sympathisants de Mahmoud Dicko (CMAS), où il n'a aucune fonction de direction. Il parraine, en 2019 et 2020, plusieurs manifestations importantes contre le président Keïta.

## Biographie

### Imam quiétiste conservateur
Issu d’une famille de lettrés musulmans, il a poursuivi ses études dans deux madrasas (écoles religieuses) mauritaniennes réputées,, avant de suivre ses études à l’université islamique de Médine, en Arabie saoudite pendant deux ans,, connues pour diffuser la doctrine wahhabite chez les étudiants musulmans venus du monde entier.
Ancien professeur d'arabe, il devient au début des années 1980 l'imam de la mosquée de Badalabougou à Bamako. Il a été secrétaire général de l’Association malienne pour l’unité et le progrès de l’islam (AMUPI), courroie de transmission du parti unique de l’ancien dictateur Moussa Traoré, et Premier secrétaire sortant aux Affaires religieuses
Sunnite d'obédience salafiste quiétiste, il récuse l'étiquette de wahhabite. Par le passé, il avait toutefois déclaré « je suis wahhabite », tout en le nuançant en précisant qu'il n'était pas « pétri wahhabite 100 % » car il vient du Mali et que « tous les grands cheikhs du Mali, toutes les tariqa, toutes les confréries » constituent son « milieu naturel ».
Selon l'ethnologue Jean-Loup Amselle, « Mahmoud Dicko est un quiétiste qui refuse le djihad et l'application des règles les plus violentes de la charia, comme le fait de couper les mains des voleurs. Alors que les fondamentalistes wahhabites refusent tout ce qui s'est passé avant l'islam, lui affirme que ce qui fait tenir ensemble la société malienne, ce sont l'islam et les traditions pré-islamiques, d'où l'importance de s'appuyer sur ces traditions, garantes de l'ordre ». La dénonciation de la corruption, de l’absence de justice sociale et la défense des droits des arabisants sont les trois principaux points exprimés dans ses discours, sans pour autant développer un argumentaire axé explicitement sur le Coran ou la charia.
De 2008 à 2019, Mahmoud Dicko préside le Haut Conseil islamique du Mali, une structure influente qui représente l'islam malien auprès des autorités du pays. Il défend des positions conservatrices. En 2009, il s'oppose au projet de code des personnes et de la famille au Mali présenté par le gouvernement et obtient grâce à une mobilisation importante sa révision, vidant de sa substance un texte qui était davantage favorable aux droits des femmes,. En 2017, il condamne les projets d'interdiction de l'excision prêtés au gouvernement par des rumeurs. Il s'élève également contre l'homosexualité.

### Acteur politique
En 2012, lors de la guerre du Mali, il prend position en faveur d'un dialogue avec les islamistes et rencontre Iyad Ag Ghali, le leader d'Ansar Dine,. En 2013, il affirme que l'intervention de l'armée française au Mali, en appui à l'armée malienne contre des groupes jihadistes armés, n'est pas une agression contre l'islam, mais que la France a volé au secours d'un peuple en détresse, qui a été abandonné par tous ces pays musulmans à son propre sort. Lors de l'élection présidentielle malienne de 2013, il soutient la candidature d'Ibrahim Boubacar Keïta.
Le 25 novembre 2015, après l'attentat du Radisson Blu de Bamako, il déclare sur VOA : « Les terroristes nous ont été envoyés par Dieu pour nous punir de la promotion de l’homosexualité, importée d’Occident et qui prospère dans notre société ». Le 12 décembre 2015, à la grande Mosquée de Bamako, Mahmoud Dicko déclare que le djihadisme est une « création des Occidentaux » et de la France afin de « recoloniser le Mali »,.
Le 30 octobre 2016, l'imam Mahmoud Dicko déclare avoir reçu, après huit mois de discussions, une lettre d'Iyad Ag Ghali dans laquelle ce dernier annonce « l'arrêt des attaques sur toute l’étendue du territoire »,. Mais Ansar Dine dément ces déclarations le 2 novembre,.
Après avoir soutenu Ibrahim Boubacar Keïta, Mahmoud Dicko passe dans l'opposition vers fin 2017. À son appel, 30 000 à 50 000 personnes manifestent contre le gouvernement à Bamako le 5 avril 2019. Le 7 septembre 2019, alors que des ambitions présidentielles lui sont prêtées, il lance la Coordination des mouvements, associations et sympathisants (CMAS), un mouvement politique qui suit sa ligne islamiste.
En juin 2020, la CMAS s'unit à une large plateforme d'opposition, le Mouvement du 5 Juin - Rassemblement des forces patriotiques (M5-RFP). Selon l'analyse de Aly Tounkara, « Beaucoup d’opposants qui n’auraient eu aucune chance d’accéder au pouvoir ont décidé de s’appuyer sur l’imam et ses milliers de fidèles, lui conférant un grand pouvoir politique ». Le vendredi 19 juin 2020, il réussit à organiser une manifestation de plusieurs dizaines de milliers de fidèles et supporters pour demander au président Ibrahim Boubacar Keïta de démissionner. Le 10 juillet, lors de la troisième journée de mobilisation, des heurts se produisent, provoquant plusieurs morts ; des dirigeants de la coalition de l'opposition sont arrêtés puis relâchés.
Dans un entretien à RFI, publié le 18 août 2020, il déclare vouloir le départ du Premier ministre Boubou Cissé, mais ne se prononce pas sur celui du président Keïta, et déclare qu'il ne sera pas candidat à l'élection présidentielle prévue en 2023. Le même jour, a lieu un coup d'État, qui conduit au renversement de l'ensemble des institutions civiles et à l'arrestation d'Ibrahim Boubacar Keïta, qui est saluée par le porte-parole du M5-RFP.
Favorable à la négociation avec Amadou Koufa et Iyad Ag Ghali, il rejette les accusations de l'ancien président Keïta qui le soupçonne de vouloir installer une république islamique au Mali, tout en regrettant que le coup d'état n'ait pas « amené la nécessaire réconciliation entre l’armée et le peuple ».
Une junte menée par Assimi Goïta s'installe au pouvoir après le coup d'État de mai 2021. L'imam Dicko va devenir opposant à la junte. Il demande en particulier le respect du calendrier initial de la transition avec l'organisation d'élections. Il quitte le Mali pour l'Algérie en décembre 2023, initiallement invité par le président algérien Abdelmadjid Tebboune,.
Le 17 février 2024, les partisans de Mahmoud Dicko participent à la création de Synergie d'action pour le Mali, une coalition de partis et d’associations d’opposition à la junte malienne. Le 6 mars 2024, le gouvernement malien dissout l'association dénommée « Coordination des Mouvements, Associations et Sympathisants de l'Imam Mahmoud Dicko » (CMAS). Le coordinateur de cette association, Youssouf Daba Diawara, est arrêté en juin 2024 et inculpé en juillet pour participation à une manifestation interdite de la Synergie d'action pour le Mali,. Il est condamné en octobre à 2 mois de prison avec sursis.